# Vladimír Ambros
Vladimír Ambros (Prostějov (Moràvia), 18 de setembre, 1890 – Idem. 12 de maig, 1956),.) va ser un compositor, director i professor txec, un dels principals representants de l'escola de composició Leoš Janáček de Brno.

## Biografia
Les bases de l'educació musical de Vladimír Ambrose les va posar el seu pare, que era el director d'una escola de música a Prostějov. El 1907, esdevingué alumne de Leoš Janáček a l'escola d'orgue de Brno. Després d'estudiar a Brno, el 1911 esdevingué acompanyant al Conservatori Koch de Frankfurt del Main. A Frankfurt va conèixer la seva dona posterior, l'anglesa M. Speakman, amb qui va anar a Anglaterra. Va viure a Londres durant la Primera Guerra Mundial. Es va convertir en director d'una companyia d'òpera fundada per un músic alemany. Paral·lelament, també va treballar com a acompanyant al famós Covent Garden Royal Opera House.
Va tornar al seu pobla nadiu l'any 1921. Va esdevenir professor a l'escola de música de Prostějov, mestre de cor de les societats de cant Orlice i Vlastimil i director de l'"Associació Orquestral Pohostinsky" va dirigir l'Orquestra de la Ràdio de Brno i, després de la Segona Guerra Mundial, la Filharmònica de Moràvia. Sobretot, però, es va dedicar a compondre. A part d'una curta estada a Břeclav, es va mantenir lleial al seu Prostějov natal fins a la seva mort.
Va morir el 1956 i va ser enterrat al cementiri municipal de Prostějov.

## Treballs
L'obra d'Ambrose és extensa, des de petites miniatures, passant per música de cambra fins a grans obres simfòniques i vocals. El catàleg complet de les seves composicions té 135 articles.
Estilísticament, Ambros es va basar en l'obra de Leoš Janáček, però més tard va ser influenciat significativament per Vítězslav Novák i Josef Suk.

## Obres seleccionades
Composicions orquestrals
- Life (suite, 1932)
- Danses exòtiques (suite, 1933)
- La suite de titelles (1934)
- Suite Camperola (1952)
- 3 simfonies (1941, 1944, 1954)
- Simfonietta (1939)
- Obertura alegre (1954)
- Conte de fades (fantasia simfònica)
- Fantasia a les danses del legat d'Eslovàquia (1936)
- Poemes simfònics (Bèlgica, Verge, Balada del nen no nascut)
- Bezkydy (tríptic simfònic, 1928–1932
- La Verge Maria hostelera (cantata, 1950)
- El gran retorn (cantata, 1950)
- Mom (cantata per a cor infantil amb paraules de Jaroslav Seifert)
- La felicitat robada (òpera en 3 actes, 1924-1925, llibret de J. Zahradníková-Krapková basat en Ivan Franko, estrena el 19 de febrer de 1925, Teatre Nacional de Brno)
- El Christo de la Luz (òpera en 3 actes, 1926, llibret de Julius Zeyer, estrena el 17 de setembre de 1930 al Teatre Nacional Eslovac de Bratislava)
- Això em agrada (òpera còmica, 1931, no representada)
- Maryla (òpera en 5 actes amb pròleg, 1953, llibret d'Eva Hrubanová-Součková basat en la novel·la homònima d'Alois Jirásk, estrena el 10 d'octubre de 1953 al Teatre Oldřich Stibora d'Olomouc)
- Crusader Brawler (pantomima dramàtica, 1953)
- Diverses composicions per a piano, violí, violoncel i conjunts de cambra, cançons, cors, música incidental i melodrames.

L'últim treball completat de Vladimir Ambrose va ser el quartet de corda 6 Moods.